# Теректыбулак
Теректыбулак (каз. Теректібұлақ) — село в Куршимском районе Восточно-Казахстанской области Казахстана. Входит в состав Абайского сельского округа. Находится примерно в 30 км к востоку от районного центра, села Куршим. Код КАТО — 635233400.

## Население
В 1999 году население села составляло 910 человек (467 мужчин и 443 женщины). По данным переписи 2009 года, в селе проживали 652 человека (329 мужчин и 323 женщины).